# Leonard Johnston Wills
Leonard Johnston Wills (Erdington, Birmingham, 27 de fevereiro de 1884 — 12 de dezembro de 1979) foi um geólogo e paleogeógrafo britânico.
Seus interesses foram o estudo dos artrópodes, peixes e vestígios fósseis e, particularmente, os aspectos aplicados da geologia aos recursos hídricos.
Foi professor da Universidade de Birmingham, entre 1932 e 1949.
Foi laureado com a Medalha Lyell de 1936 e com a Medalha Wollaston de 1954, ambas pela Sociedade Geológica de Londres.

## Obras
- "A palæogeographical atlas of the British Isles and adjacent parts of Europe", 1952
- "A monograph of British Triassic scorpions", 1947
- "Concealed coalfields: A palaeogeographical study of the stratigraphy and tectonics of mid-England in relation to coal reserves", 1956
- "A palaeogeological map of the Lower Palaeozoic floor below the cover of Upper Devonian, Carboniferous and later formations : with inferred and speculative reconstructions of Lower Palaeozoic and Precambrian outcrops in adjacent áreas", 1978